# 蒙海镇
蒙海镇是中华人民共和国内蒙古自治区巴彦淖尔市杭锦后旗下辖的一个镇。
2012年1月20日，内蒙古自治区人民政府批复同意分别从三道桥镇、双庙镇划出部分区域，设置蒙海镇，蒙海镇辖蒙海、新渠、西渠口、柴脑包、红建、乌兰、黎二、三淖、永明9个村，镇人民政府驻蒙海。

## 行政区划
蒙海镇下辖以下村级行政区划单位：
新渠村、柴脑包村、西渠口村、蒙海村、黎二村、红建村、乌兰村、三淖村和永明村。